# Peter Michel
Peter Michel (Antwerpen, 21 mei 1969) is een Vlaamse acteur.

## Rollen
- Blueberry Hill (1989) - Robin's Class
- Ad Fundum (1993) - vriend van Carlo
- Ons geluk (1995) - Jos
- Heterdaad - Michael De Roeck
- Windkracht 10 - matroos Bart
- Blind Date (1996) - Charlie
- Gaston's War (1997) - National security soldier
- Gilliams & De Bie (1998) - inspecteur Rudy De Bie
- Le Mur (1998) - Ivo
- Thuis (1998) - Borre
- Engeltjes (1999) - Dominique
- De makelaar (2000) - Gunther De Bruyn
- De stilte van het naderen (2000) - verslaggever
- 2 Straten verder (2000-2009)
- Kamiels kerstverhaal (2000) - vader van Sam
- Flikken (2000) - Mark De Haes
- Osveta (2001) - werfleider
- Chris & Co (2001) - agent
- Spoed (2001-2002) - urgentiearts Geert Van Gestel
- Samson & Gert (2002) - Oscar (afl. De Wielerwedstrijd)
- Recht op Recht (2002) - Frank Vanseveren
- F.C. De Kampioenen (2002) - Inspecteur Pol
- Lili en Marleen (2003, 2006-2007, 2009-2010) - Marc
- Samson & Gert (2003) - Jan de werkman
- De Kotmadam (2003) - Jos (Joske)
- F.C. De Kampioenen (2004) - Jean-Pierre
- Witse (2004) - Jean Boone, (2012) - Koen Wittamer
- Kaat & co (2004) - politieagent
- De Kotmadam (2004) - snoepleverancier
- Rupel (2004) - Maarten Valck
- Samson & Gert (2004) - Hoofdpiet
- De Wet volgens Milo (2005) - Patrick
- Zone Stad (2005) - Inspecteur Drugsbrigade
- The sunflyers (2005) - Patrick
- Flikken (2005) - Jack Bossinck
- F.C. De Kampioenen (2008 - 2010) - Inspecteur Pol
- Aspe (2009) - Victor De Moor
- Code 37 (2009, 2011) - Franco Fedrigo
- De Rodenburgs (2010) - Joost
- De Pretshow (2010) - Kapitein van de Belgen
- Familie (2013) - Piet Colpaert
- Binnenstebuiten (2013) - Meneer Vandekerre
- Professor T. (2016) - Stefaan Leysen
- Familiegeheimen: Rube en Paul (2025) - Arnold